# Streptococcus equi
Мытный стрептококк (лат. Streptococcus equi) – грамположительная неспорообразующая неподвижная бактерия, в мазках составляет цепочки.
Возбудитель мыта лошадей. Устойчив во внешней среде, долговременно сохраняется в высохшем гное, почве, навозе, на кормах, инвентаре, шерсти животных.
Под прямым интенсивным солнечным светом погибает в течение недели, при кипячении – моментально, после обработки дезинфицирующими растворами – через 15 минут.